# Norbert Nohe
Norbert Nohe, vereinzelt auch Nohé geschrieben (* 13. April 1938 in Baden-Baden; † 15. Februar 2017) war ein deutscher Dirigent, Musikpädagoge und Komponist.

## Leben und Wirken
Norbert Nohe studierte von 1957 bis 1961 an der Hochschule für Musik Karlsruhe in Karlsruhe die Fächer Musik und Dirigieren. Er war außerdem diplomierter Pianist und spielte die Instrumente Horn, Cello und Klarinette.
Auf Anregung seines Dirigier-Professors hin gründete er zu Beginn seines Studiums im Frühjahr 1957 gemeinsam mit einigen Mitstudenten in seiner Heimatstadt das Jugendorchester Baden-Baden, das bis heute besteht. Auch nach Beendigung seines Studiums und der Aufnahme seiner Berufstätigkeit fungierte Nohe noch zeitweise selbst als Leiter des Jugendorchesters, bis Karl Nagel 1963 endgültig diese Aufgabe übernahm.
Im Jahr 1962 trat Nohe eine Stelle als Ballettrepetitor beim Badischen Staatstheater in Karlsruhe an. Dort lernte er Hannelore Jäger kennen, eine Sängerin und Schauspielerin, die später seine erste Ehefrau wurde.

Gemeinsam ließ sich das Ehepaar Nohe 1969 in Ulm nieder, wo Norbert Nohe eine Anstellung als Kapellmeister am städtischen Theater gefunden hatte. Fünf Jahre später wurde er 1974 zum ersten hauptamtlichen Koordinator des zehn Jahre zuvor gegründeten Städtischen Schul- und Jugendmusikwerks (SJMW) der Stadt Ulm ernannt. Im selben Jahr wurde er Nachfolger von Paul Kühmstedt als Chorleiter und Dirigent des renommierten Ulmer Jugendblasorchesters Ulmer Knabenmusik (UKM), der heutigen Jungen Bläserphilharmonie Ulm. Die Arbeit mit den jungen Musikern und die Entdeckung von Talenten machte Nohe große Freude. Unter seiner Leitung gewann die Ulmer Knabenmusik 1985 den 1. Preis beim Weltjugendmusikfest in Zürich und 1987 einen weiteren 1. Preis beim Wettbewerb in Hamar/Norwegen. Über seine Tätigkeit, die er dreizehn Jahre lang ausübte, sagte Nohe: 

„Ich habe versucht, bis an die Grenze zu gehen, das Maximum herauszuholen, ohne die Buben dabei zu überfordern.“

Im Sommer 1987 wurde Norbert Nohe unverschuldet Opfer eines schweren Unfalls, infolge dessen er halbseitig gelähmt blieb und auf den Rollstuhl angewiesen war. Seine Dirigententätigkeit konnte er deshalb nicht weiter ausüben, blieb jedoch weiterhin als Musiker aktiv: Mit seiner intakten Rechten spielte er unter anderem am Klavier die Solostimmen von Violinkonzerten. Ein Kollege, der Komponist Wolfgang Hofmann, komponierte speziell für ihn 1994 eine „Sonatine für Klavier“ für die rechte Hand (Hofmann Werkverzeichnis Nr. H94K). 
Als Komponist schrieb Nohe selbst hauptsächlich Werke für Orchester und Kammermusik; 1990 entstand sein Scherzo „Rondo español“.
Norbert Nohe verstarb im Februar 2017 im Alter von 78 Jahren.

## Ehrungen
- 1984: Bundesverdienstkreuz am Bande